# مسجد جمعية الفلاح
مسجد جمعية الفلاح أو مسجد بيوت الفلاح هو أكبر مسجد في مدينة شيتاغونغ في بنغلاديش، يقع المسجد في مكان مهم من شيتاغونغ حيث يقع أيضا عند مقر هيئة مياه والصرف الصحي في شيتاغونغ .

## البناء
مسجد جمعية الفلاح يتكون من ثلاثة طوابق، هو نموذج رائع للعمارة الإسلامية، مع العديد من الأقواس التي يحتويها المسجد، تبلغ الطاقة الاستيعابة للمساجد ما يقرب من 5000 مصلي يستطيع المسجد أن يستوعبهم في وقت واحد .

## استخداماته
تمتد أرضية المسجد على مساحة ضخمة أمام المجمع الرئيسي الذي يتم استخدامه خلال عشية عيد الفطر المبارك وعيد الأضحى، عشية عيد الفطر أو الأضحى يستطيع 50،000 من المسلمين التجمع في المسجد والأرضية الكبيرة التي تحيط به، يفع المسجد في دائرة تقاطع طرق من شيتاغونغ، فهو مرتبط مع طريق الشرطة دامبارا (قاعدة الشرطة)، يقع في المسجد الضريح الشهير غريب الله شاه حيث يبعد بضع ياردات من طريق الشرطة دامبارا، يتم الحفاظ على المسجد من قبل مؤسسة مدينة شيتاغونغ .

## وصلات خارجية
- موقع المسجد